# ویروماندی
ویروماندی (به انگلیسی: Virumaandi) فیلمی محصول سال ۲۰۱۰ و به کارگردانی کمال حسن است. در این فیلم بازیگرانی همچون کمال حسن، آبهیرامای، پاسوپاتی، ناپلئون، روحینی، شانماگوراجان و نثار ایفای نقش کرده‌اند.